# Orquesta Sinfónica Juvenil de Ucrania
La Orquesta Sinfónica Juvenil de Ucrania (en ucraniano: Молодіжний симфонічний оркестр України) es una orquesta juvenil nacional ucraniana fundada por la directora Oksana Lyniv en 2016. Ha dirigido la orquesta en las principales salas de conciertos y festivales de Europa.

## Historia
La Orquesta Sinfónica Juvenil de Ucrania (YSOU) fue fundada en 2016 por la directora Oksana Lyniv. Lyniv, directora con una carrera internacional, fue directora musical de la Ópera de Graz (nombrada en 2017) antes de convertirse en la primera mujer nombrada directora musical del Teatro Comunale de Bolonia en 2022. Se formó en teatros de ópera de Ucrania y en la Ópera Estatal de Baviera. The New York Times la describió «como una especie de pionera en un campo todavía fuertemente dominado por los hombres».
Lyniv modeló el YSOU a partir de la Bundesjugendorchester, una orquesta juvenil nacional alemana. Fundó la orquesta con el apoyo de esta orquesta y el apoyo tanto del Beethovenfest de Bonn como de la emisora Deutsche Welle. Los primeros conciertos se celebraron en agosto de 2017 junto con la Bundesjugendorchester. Este grupo conjunto ofreció cuatro conciertos, en Leópolis y Kiev en Ucrania, y en Bonn y Berlín en Alemania. La actuación en Lviv fue parte del Festival Mozart LvivMozArt que había fundado Lyniv.
Tras la invasión rusa de Ucrania en 2022, el YSOU inició un proyecto de evacuación de sus músicos, llamado «Música para el futuro». Se llevó a cabo en colaboración con la Joven Orquesta de Eslovenia en Ljubljana. La gira de conciertos de ese verano, llamada «Unidos para el futuro», incluyó alrededor de 30 conciertos en diez festivales de música en Austria, Alemania y Suiza, entre ellos el Herbstgold en Eisenstadt, el Bachfest Leipzig, el Festival de Ópera de Múnich, el Young Euro Classic de Berlín y el Festival de Lucerna.
La YSOU fue aceptada en la Federación Europea de Orquestas Juveniles Nacionales (EFNYO) en junio de 2022. El conjunto recibió el premio Musikpreis der Stadt Duisburg 2022 de la Fundación Köhler-Osbahr, en reconocimiento a «sus logros destacados en el campo de la música». La Filarmónica de Berlín se convirtió en patrocinadora de la YSOU y de la Orquesta Sinfónica de Kiev en 2023.
En 2023, Lyniv dirigió el YSOU en el estreno alemán de Odessa Rhapsody de Evgeni Orkin. Este poema sinfónico en cuatro movimientos relacionado con la ciudad de Odessa fue dedicado a Lyniv por el compositor. Se estrenó en París el año anterior y le valió al compositor el Premio del Compositor Europeo. El director comparó la obra con la Quinta Sinfonía de Beethoven en un concierto del Young Euro Classic en el Konzerthaus de Berlín. La crítica Eleonore Büning escribió para Der Tagesspiegel que los jugadores estaban en «mejor forma profesional».
Como parte de su gira Primavera 2024, YSOU dio un concierto en el Foro Casals de la Academia Kronberg. Lyniv y el YSOU comenzaron ese concierto con Maria's City del compositor ucraniano Zoltan Almashi; una obra que lleva el nombre de la ciudad de Mariúpol. Le siguieron la Pavana para una infanta difunta de Ravel, el Concierto para violín de Mendelssohn y la Primera sinfonía de Schumann. El violinista solista fue Dmytro Udovychenko, estudiante de la Academia Kronberg. Un crítico del Frankfurter Allgemeine Zeitung destacó «lamento, agresión y esperanza» en la concisa pieza inicial y «una visión refrescante» del concierto de Mendelssohn.

## Lectura adicional
- «Building Musical Bridges: Founding Concert of the Youth Symphony Orchestra of Ukraine – Documentation». Bundesjugendorchester. 2017. Consultado el 3 de abril de 2024.
- «The Berliner Philharmoniker become patrons of Ukrainian orchestras» (en alemán). Berliner Philharmoniker. 12 de abril de 2023. Consultado el 3 de abril de 2024.
- «Youth Symphony Orchestra of Ukraine Given 2022 Duisburg Music Prize». theviolinchannel.com. 2022. Consultado el 3 de abril de 2024.